# 7948 Whitaker
7948 Whitaker eller 1992 HY är en asteroid i huvudbältet som upptäcktes den 24 april 1992 av Spacewatch vid Kitt Peak-observatoriet. Den är uppkallad efter astronomen Ewen A. Whitaker.
Asteroiden har en diameter på ungefär 5 kilometer.